# Pierre Edmond Boissier
Pierre Edmond Boissier (Ginebra, 10 de maig de 1810 - Valeyres, 25 de setembre de 1885) va ser un botànic, matemàtic i explorador suís.
Boissier va ser l'autor de la Flora Orientalis (cinc volums, 1867-1884) i de Viaje botánico en el sur de España durante el año 1837 (1839-1845). Se li adjudica la descripció de 6.000 noves espècies. El seu herbari i la seva obra van ser continuats pel seu gendre William Barbey (1842-1914).

### Obres
- Elenchus plantarum novarum... in itinere hispanico legit, 1838
- Amb Georges François Reuter (1805-1872), Diagnoses plantarum novarum hispanicum, 1842
- Voyage botanique dans le midi de l'Espagne..., 1839-1845
- Amb Georges François Reuter, Pugillus plantarum novarum Africae borealis Hispaniaeque australis, 1852
- Diagnoses plantarum orientalium novarum, 1842-1859
- Amb Friedrich Alexander Buhse (1821-1898), Aufzählung der auf einer Reise durch Transkaukasien und Persien gesammelten Pflanzen, 1860
- Icones Euphorbiarum, 1866
- Flora orientalis, 1867-1884. Cinc vols.

## Honors
- Boissiera és el títol de la col·lecció de Memòries de Botànica sistemàtica, publicat pel Conservatori i Jardí Botànic de Ginebra (CJB)

### Epònims
Gènere
- (Poaceae) Boissiera Hochst. & Steud.[1]

Espècies (més de 250)
| - (Acanthaceae) Acanthus boissieri Hausskn. - (Alliaceae) Allium boissieri Hausskn. exRegel - (Apiaceae) Bilacunaria boissieri (Reut. & Hausskn. exBoiss.) Pimenov & V.N.Tikhom. | - (Apocynaceae) Laubertia boissieri A.dc. - (Asclepiadaceae) Alexitoxicon boissieri (Kusn.) Pobed. - (Asteraceae) Anaphalis boissieri Georgiadou | - (Euphorbiaceae) Euphorbia boissieriana (Woronow) Prokh. - (Lamiaceae) Sideritis boissieriana Peris, Stübing, Olivares & J.Martín - (Scrophulariaceae) Scrophularia boissieriana Jaub. & Spach |

També apareix en equip com:
- Boissier & A. Huet
- Boissier & Balansa
- Boissier & Blanche
- Boissier & Buhse
- Boissier & C. I. Blanche
- Boissier & I. Huet
- Boissier & Gaillardot
- Boissier & Haussknecht
- Boissier & Heldreich
- Boissier & Hohenacker
- Boissier & Kotschy
- Boissier & Noë
- Boissier & Reuter
- Martius & Boissier
- Orphanides & Boissier
- Vilmorin & Boissier

Ref: HUH, Harvard University Home, Database.